# Flavius Paulus
Flavius Paulus (fl. autour de 496) est un homme politique (sénateur), de l'Empire romain.

## Biographie
Fils de Pompeius, noble de Dyrrachium, et de sa femme Arriana. Arriana était la sœur de Clearchus, de confession arienne, tous deux étaient petits-enfants paternels de Gallus. Gallus était le frère d'Adeodata, femme de Rufius Postumianus, et les deux fils d'Anastasia, fille de Constantius Gallus et de sa femme Constance. Il était en outre le frère de l'empereur byzantin Anastase Ier.
Il est consul en 496.
Il épouse Magna, fille d'Anicius Probus, vir consularis, et de sa femme Maria ; Magna était la petite-fille paternelle de Pétrone Maxime et de sa deuxième femme Volusiana. 
Flavius Paulus et Magna ont eu pour enfants : Flavius Probus, et Irène, femme d'Anicius Olybrius.